# Apollo Global Management

Historisches Logo

Historisches Logo

Apollo Global Management ist ein US-amerikanisches Private-Equity-Unternehmen mit Sitz in New York City. Es ist als Investment- und Beteiligungsunternehmen tätig und wird zu den größten Private-Equity-Gesellschaften der Welt gerechnet. Das Unternehmen wurde 1990 von Leon Black, Tony Ressler und weiteren ehemaligen Mitarbeitern der Investmentbank Drexel Burnham Lambert gegründet. Von seiner Gründung bis zum Jahr 2008 hat Apollo Global Management mehr als 15 Milliarden US-Dollar investiert. Im März 2021 wurde die Unternehmensleitung von Mitgründer Marc Rowan übernommen.

## Beteiligungen
| Unternehmen                                      | Branche                       | Kaufjahr | Verkaufsjahr | Info                                                          |
| ------------------------------------------------ | ----------------------------- | -------- | ------------ | ------------------------------------------------------------- |
| ADT                                              | Sicherheitsdienstleistungen   | 2016     | 2018         | 2018 Börsengang seither Verkauf von Anteilen                  |
| Bremer Kreditbank (vormals KBC Bank Deutschland) | Bankwesen                     | 2013     | 2018         | Fusion in die Oldenburgische Landesbank                       |
| Chuck E. Cheese’s                                | Gastronomie                   | 2014     | 2019         | Börsengang 2019                                               |
| Constellis                                       | Militärische Dienstleistungen | 2016     |              |                                                               |
| Cox Media Group                                  | Medienimperium                | 2019     |              |                                                               |
| CEVA Logistics                                   | Logistik                      | 2006     | 2018         | Börsengang 2018                                               |
| Fresh Market                                     | Lebensmittel                  | 2016     |              |                                                               |
| Harrah’s Entertainment                           | Dienstleistungen (Casinos)    | 2006     | 2012         | Börsengang 2012                                               |
| Jacuzzi                                          | Baustoffe (Sanitärtechnik)    | 2006     | 2019         | Verkauf an Investindustrial                                   |
| Lapithus Hotel                                   | Hotelgewerbe                  | 2015     |              |                                                               |
| Legendary Entertainment                          | Filmproduktionsgesellschaft   | 2022     |              |                                                               |
| Merx Aviation Finance                            | Flugzeugleasing               | 2012     |              |                                                               |
| McGraw-Hill Education                            | Verlag                        | 2012     | 2021         | Verkauf an Platinum Equity                                    |
| Momentive Performance Materials                  | Chemie                        | 2006     | 2014         | Insolvenz und anschließend Verkauf an koreanisches Konsortium |
| Noranda Aluminium                                | Aluminium                     | 2007     |              |                                                               |
| Norwegian Cruise Line                            | Kreuzfahrten                  | 2008     | 2013         | Börsengang 2013                                               |
| Oceania Cruises                                  | Kreuzfahrten                  | 2007     | 2014         | Verkauf an Norwegian Cruise Line                              |
| Oldenburgische Landesbank                        | Bankwesen                     | 2017     |              |                                                               |
| Lumileds                                         | Elektronik                    | 2017     | 2022         | Insolvenz                                                     |
| Pitney Bowes Management Services Sparte          | Dienstleistungen              | 2013     |              | Umbenannt in Novitex Enterprise Solutions                     |
| Rackspace                                        | Cloud Services                | 2017     | 2020         | Börsengang 2020                                               |
| Regent Seven Seas Cruises                        | Kreuzfahrten                  | 2008     | 2013         | Einbringung in Norwegian Cruise Line                          |
| Rexnord                                          | Maschinenbau (Rollenketten)   | 2006     | 2013         | Börsengang 2012                                               |
| Shutterfly                                       | Foto                          | 2019     |              |                                                               |
| Tech Data                                        | IT-Großhandel                 | 2019     | 2021         | Verkauf an Synnex und Fusion zu TD Synnex                     |
| Tenneco                                          | Automobilzulieferer           | 2022     |              |                                                               |
| Vantium Management                               | Immobilien                    | 2008     |              |                                                               |
| Verso Corporation                                | Papier                        | 2006     | 2008         | Börsengang 2008                                               |
| Versandhaus Walz                                 | Versandhandel                 | 2015     |              |                                                               |
| Yahoo                                            | Internetunternehmen           | 2021     |              |                                                               |

## Investitionen in fossile Bereiche (Öl, Gas, Kohle)
Die Zeitung The Guardian berichtete 2022, dass von allen Beteiligungen von Apollo Global Management im Energiesektor, 74 % der Portfoliounternehmen zumindest zu einem Teil in fossilen Energieträgern investiert war. Als Quelle wird The private equity climate risk scorecard genannt. Diese Investments verteilen sich auf 14 verschiedene Unternehmen im fossilen Bereich.
Darüber hinaus werden folgende Punkte kritisiert:
- Nur teilweise Kompatibilität mit dem Übereinkommen von Paris (Begrenzung der Globalen Erwärmung auf 1,5 Grad Celsius)
- Nur teilweise Informationen zu CO2-Emissionen und Umweltauswirkungen
- Kein Wide-Portfolio Energy transition Plan
- Kein integrierter Investmententscheidungsprozess hinsichtlich Klima und Umwelt
- Intransparenz hinsichtlich politischer Spenden und Klima-Lobbyarbeit

Seit April 2024 bietet das Private Equity Climate Risks project einen Tracker zur Darstellung der Aktivitäten (seit 2010) von Apollo Global Management bei Energieanlagen, einschließlich großer Buyout-Firmen, Infrastrukturunternehmen und Energiespezialisten.